# Jan Petelin
Jan Petelin, né le 2 juillet 1996 à Luxembourg, est un coureur cycliste luxembourgeois.

## Biographie
Jan Petelin naît à Luxembourg d'un père italien et d'une mère luxembourgeoise. Son frère aîné Charly est également coureur cycliste. 
En catégorie cadets, il se distingue en 2011 en devenant champion d'Italie du contre-la-montre, devant Niccolò Pacinotti et Edoardo Affini. Finalement, après plusieurs saisons courues sous les couleurs de l'Italie, il décide de prendre la nationalité luxembourgeoise en 2016, et rejoint l'équipe Differdange-Losch. Rapidement, il est sélectionné à plusieurs reprises pour le compte du Grand Duché, notamment au Tour de l’Avenir, où il abandonne lors de la cinquième étape. Cette même année, il remporte deux courses régionales, à Bertrange et à Mondercange, et termine notamment dixième d'Eschborn-Francfort espoirs. Aux championnats du Luxembourg, il se classe deuxième de la course en ligne et troisième du contre-la-montre, dans la catégorie espoirs.
En 2017, il redevient vice-champion du Luxembourg espoirs et termine neuvième du Tour de Berne. Avec l'équipe nationale du Luxembourg, il se classe 40e du championnat d'Europe espoirs à Herning et dispute également son deuxième Tour de l’Avenir qu'il termine à la 60e place, au service de son leader Michel Ries. En fin d'année, il se montre à son avantage sur les courses professionnelles, prenant notamment la 22e place du Tour de Vendée.
Il effectue son dernier exercice chez les espoirs en 2018. Dans cette catégorie, il termine cette fois-ci au pied du podium des championnats du Luxembourg et participe à son dernier Tour de l'Avenir, où il arrive hors délais à l'issue de la septième étape. 
En 2019, il se distingue sur la Ronde de l'Oise en prenant la troisième place d'une étape au sprint, derrière deux coureurs échappés. Durant l'été, il réalise plusieurs échappées aux Jeux européens, au Tokyo 2020 Test Event ou encore au championnat d'Europe, sous les couleurs du Luxembourg. 
Pour 2020, il signe un contrat avec l'équipe italienne Vini Zabù-KTM. Gêné par des problèmes physiques en début de saison, il doit commencer sa carrière professionnelle lors de la Nokere Koerse le 18 mars 2020 mais la saison se retrouve suspendue à cause de la pandémie de Covid-19. Il épingle finalement son premier dossard sur le Tour du Limousin le 18 août. Échappé lors de la première étape, remportée par son coéquipier Luca Wackermann, il obtient le prix de la combativité. Le lendemain, il termine hors-délais.

## Palmarès
- 2011
  -  Champion d'Italie du contre-la-montre cadets
- 2016
  - 2e du championnat du Luxembourg sur route espoirs
  - 3e du championnat du Luxembourg du contre-la-montre espoirs
- 2017
  - 2e du championnat du Luxembourg sur route espoirs

## Classements mondiaux
| Année           | 2016   | 2017 | 2018   | 2019   |
| --------------- | ------ | ---- | ------ | ------ |
| UCI Europe Tour | 1 266e | 892e | 1 301e | 1 061e |